# 參天製藥

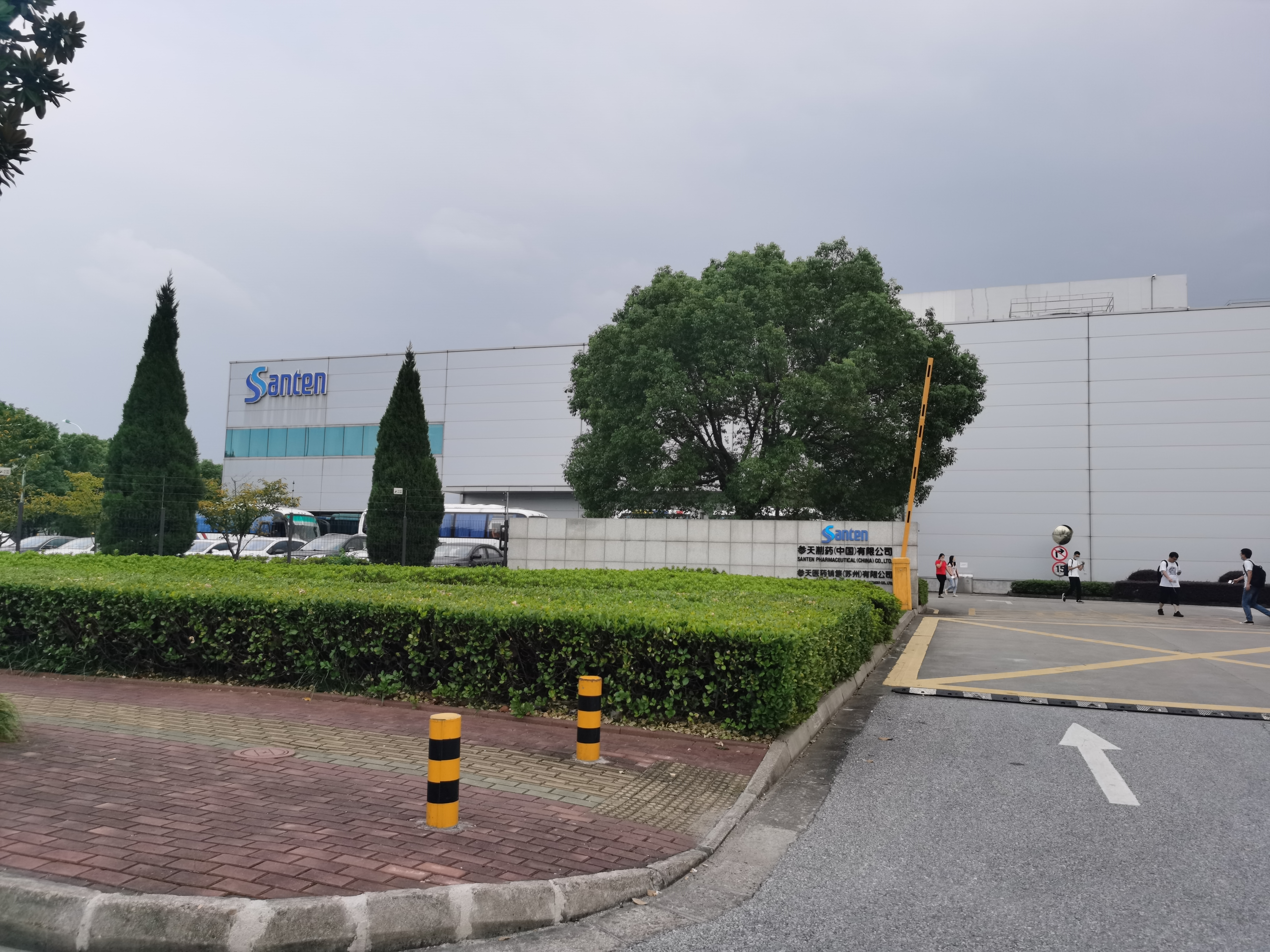
参天制药设在中华人民共和国江苏省苏州工业园区的厂房

参天製藥（日语：／ Santen Seiyaku Kabushiki-gaisha））是總部位於大阪市北区的一家日本製藥公司。参天製藥以生產眼科類用藥為主，是東京證券交易所一部的上市公司及東證股價指數之一。参天製藥的歷史最早可回溯至1890年，創業當時至二戰期間以感冒藥為主要產品，戰後改以眼藥為主要產品。現在参天製藥在日本的眼藥市場是僅次於樂敦製藥的第二大企業。

## 名称由来
「参天」的名字来源于中国的四书五经之一的《中庸》： 「唯天下至诚，为能尽其性；能尽其性，则能尽人之性；能尽人之性，则能尽物之性；能尽物之性，则可以赞大地之化育；可以赞天地之化育，则可以与天地参矣。」
SANTEN在法语中的意思是“健康”。

## 历史
1890年（明治23年），田口謙吉在大阪市北区北浜設立個人商店「田口参天堂」，並主力銷售感冒藥「Heblingan」（ハカリ印ヘブリン丸），是為参天製藥之濫觴。1899年，参天堂以当時東京帝国大学醫院的一般處方藥為基礎開發出「大學眼藥」（大学目薬），並以貝爾茲教授為形象註冊商標銷售。該藥不僅風靡日本，也外銷至中國。其後在1914年，田口謙吉與三田忠幸等人合資成立「合資会社参天堂」，田口参天堂法人化改組為合夥企業。1925年7月，「参天堂株式会社」以資本金100万日圓成立，合資会社参天堂於同年11月解散，轉由新設立的参天堂株式会社繼承所有業務，並由三田忠幸出任首任社長。1945年，因總公司和其他工廠均在二戰空襲時被燒毀，總部遷至淀川工廠。同年，為了簡明公司業務，公司易名為「參天堂製藥株式會社」。戰後的參天堂以眼藥為中心開始重建業務，並於1958年易名為「參天製藥株式會社」。參天製藥於1977年在東京證券交易所及大阪證券交易所上市，資本額增至11億250萬日圓，年度營業額達到90億日圓。

### 沿革
- 1890年（明治23年） - 創業，推出感冒藥「ヘブリン丸」1890年，田口參天堂於大阪北濱開業，為參天製藥的起點。當時的主力商品為感冒藥「ヘブリン丸」。
- 1899年（明治32年） - 推出「大學眼藥」
- 1925年（大正14年） - 参天堂株式會社設立。
- 1945年（昭和20年） - 改名參天堂製藥株式會社。
- 1962年（昭和37年） -發售日本首支使用塑膠容器之眼藥水「Super Sante」
此前，眼药水被装在玻璃容器中容易损坏且昂贵。
- 1963年（昭和38年） - 大阪証券交易所（日语：大阪証券取引所）第二部上市。
- 1964年（昭和39年） - 東京證券交易所第二部上市。
- 1977年（昭和52年） - 东京・大阪证券交易所第1部上市
- 1985年（昭和60年） - 能登工厂竣工
- 1996年（平成8年） - 滋贺工厂竣工
- 2000年（平成12年）6月 - 犯罪分子在眼药水中混入异物胁迫参天制药[8]商品被暂时下架，同年9月到12月采用新包装并恢复上架，在表面覆盖塑料膜，需要从上方撕开后才可使用。
- 2013年（平成25年）-总公司从大阪北区迁移到大阪前线[9]。但是東淀川区的旧总部继续作为注册总部。
- 2015年（平成27年）8月3日 - 抗風濕藥物事業轉讓予Ayumi製藥會社